# Yosep Emmanuel II Thoma

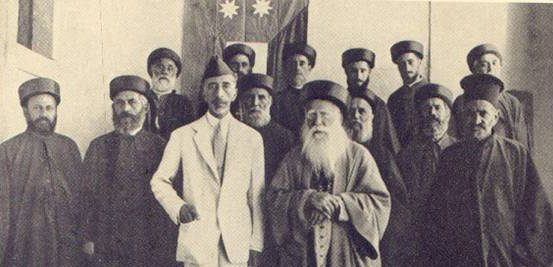
Re Faysal, il patriarca Yosep Emmanuel II Thoma, vescovi, clero e seminaristi caldei.

Yosep Emmanuel Thoma (Alqosh, 8 agosto 1852 – Mosul, 21 luglio 1947) è stato eparca di Seert e patriarca della Chiesa caldea col nome di Yosep Emmanuel II.

## Biografia
Nativo di Alqosh nel nord dell'Iraq, alunno dei Gesuiti nel seminario di Ghazir (Beirut) in Libano, fu ordinato sacerdote il 10 luglio 1879; giovane sacerdote fu incaricato della direzione del seminario patriarcale di Mosul fino a quando fu consacrato vescovo di Seert il 24 luglio 1892. Alla morte di Audishu V Khayyat fu scelto all'unanimità dal sinodo della Chiesa caldea come nuovo patriarca (9 luglio 1900) e venne confermato da papa Leone XIII il 17 dicembre del medesimo anno. Il suo patriarcato, durato 47 anni, fu il più lungo della storia della Chiesa caldea. Emmanuel II morì il 21 luglio 1947. È sepolto nella chiesa Mart Meskinta di Mosul.

## Genealogia episcopale e successione apostolica
La genealogia episcopale è:
- Patriarca Yukhannan VIII Hormizd
- Vescovo Isaie Jesu-Yab-Jean Guriel
- Arcivescovo Augustin Hindi
- Patriarca Yosep VI Audo
- Patriarca Eliya XIV Abulyonan
- Patriarca Yosep Emmanuel II Thoma

La successione apostolica è:
- Vescovo Ibrahim Addai-Scher (1902)
- Arcivescovo Hormisdas Etienne Djibri (1902)
- Vescovo Jacques-Eugene Manna (1902)
- Arcivescovo Théodore Messaieh (1904)
- Vescovo Israel Audo (1910)
- Vescovo François Daoud (David) (1910)
- Vescovo Pierre Aziz Ho (1910)
- Arcivescovo Jean Nissan (1915)
- Patriarca Yosep VII Ghanima (1925)
- Vescovo Souleyman Kutchouk Ousta (1939)
- Vescovo Jean Kurio (1942)